# Euricania tristicula
Euricania tristicula är en insektsart som först beskrevs av Stsl 1865.  Euricania tristicula ingår i släktet Euricania och familjen Ricaniidae. Inga underarter finns listade i Catalogue of Life.